# JayVaughn Pinkston
JayVaughn Pinkston (ur. 27 listopada 1991 w Nowym Jorku) – amerykański koszykarz, występujący na pozycji silnego skrzydłowego, obecnie zawodnik Soles de Mexicali.
W 2010 wystąpił w meczu gwiazd amerykańskich szkół średnich – McDonald’s All-American Game, a w 2015 gwiazd akademickich – Reese's College All-Star Game.
14 lipca 2017 został zawodnikiem Miasta Szkła Krosno. 2 sierpnia 2018 dołączył do izraelskiego Hapoelu Holon.
22 sierpnia 2020 zawarł umowę z meksykańskim Soles de Mexicali.

## Osiągnięcia
Stan na 24 sierpnia 2020, na podstawie, o ile nie zaznaczono inaczej.
NCAA
- Uczestnik turnieju NCAA (2013–2015)
- Mistrz:
  - turnieju konferencji Big East (2015)
  - sezonu regularnego konferencji Big East (2014, 2015)
- Zaliczony do:
  - I składu:
    - All-Philadelphia Big Five (2014)
    - turnieju:
      - 2K Sports Classic (2013)
      - Battle 4 Atlantis (2014)
      - Legends Classic (2015)

  - II składu:
    - Big East (2014)
    - All-Philadelphia Big Five (2015)

  - III składu Big East (2013)
  - składu honorable mention Big East (2015)
  - Big East Honor Roll (2013, 2014)